# Fremdsprache
Eine Fremdsprache ist eine Sprache, die nicht die Muttersprache einer Person ist. Eine fremde Sprache eignet sich eine Person nur durch bewusstes Lernen – sei es in der Schule, durch Sprachkurse oder autodidaktisch – oder spielerisch als im fremden Sprachraum lebendes Kind an.
Die Beherrschung mindestens einer Fremdsprache gilt im Berufsleben in vielen Branchen der Wirtschaft inzwischen als Schlüsselqualifikation, z. B. im Hotelwesen, im Handel und in der Forschung.

## Fremdsprachenerwerb an Schulen

### China
→ zur Situation in China siehe Fremdsprachenunterricht#China.

### Frankreich
→ zur Situation in Frankreich siehe Fremdsprachenunterricht#Frankreich.

### Deutschland
Die häufigsten in Deutschland gelehrten Fremdsprachen an allgemeinbildenden Schulen sind Englisch, meist als erste Fremdsprache, sowie Latein, Französisch, Spanisch, Italienisch, Russisch, Dänisch und Niederländisch. Die meisten Schüler lernen ab der 3. Jahrgangsstufe Englisch. Zunehmend wird auch ein früherer Beginn des Englischunterrichts eingeführt: Schon in der Grundschule oder sogar im Kindergarten werden Kinder zunächst spielerisch an die erste Fremdsprache herangeführt. In der 6./7. und 9. Jahrgangsstufe müssen die Kinder eine weitere Fremdsprache wählen dann wieder in der Jahrgangsstufe 11 kann jeweils eine weitere Sprache erlernt werden. Für den Erwerb des Abiturs sind Kenntnisse in mindestens zwei Fremdsprachen bundesweit Voraussetzung.
In der DDR war der Erwerb der russischen Sprache an Oberschulen ab der 5. Klasse Pflicht, ab der 7. Klasse wurde fakultativer Unterricht meist in Englisch oder Französisch angeboten.
Bei einer Umfrage, die das IfD Allensbach zwischen 2006 und 2007 durchführte, gab fast die Hälfte (45 %) der übervierzehnjährigen Deutschen an, keine Fremdsprache zu sprechen oder zu verstehen.

### Liechtenstein
→ zur Situation in Liechtenstein siehe #Schweiz und Liechtenstein (EDK).

### Luxemburg
Um die mehrsprachige und multikulturelle Identität des Landes zu wahren, beginnt der Fremdsprachunterricht im Schulsystem Luxemburgs bereits in der ersten Klasse. Bis auf den Muttersprachunterricht in Luxemburgisch (Lëtzebuergesch) wird der Unterricht komplett auf Deutsch gehalten. Ab der zweiten Klasse tritt Französisch als bereits zweite Fremdsprache hinzu. Französisch löst Deutsch im Lyzeum (7./8. Klassenstufe) als Unterrichtssprache ab. Der Muttersprachunterricht in Luxemburgisch ist ab Klasse 8 fakultativ, dafür wählen die Schüler Englisch als dritte obligatorische Fremdsprache. Es gibt zwar im Klassischen Lyzeum auch die Möglichkeit, Latein ab Klassenstufe 8 zu belegen, doch dann muss Englisch ab der 9. Klasse als vierte Fremdsprache erlernt werden. Zudem kann in der Sekundarstufe II die Sektion A angewählt und weitere Sprachen (z. B. Portugiesisch, Italienisch oder Spanisch) belegt werden.

### Österreich
→ zur Situation in Österreich siehe Fremdsprachenunterricht#Österreich.

### Polen
→ zur Situation in Polen siehe Fremdsprachenunterricht#Polen.

### Schweiz und Liechtenstein (EDK)
Im Schweizer und im Liechtensteiner Schulsystem wird eine der vier Schweizer Landessprachen oder Englisch als erste Fremdsprache unterrichtet. Per Schuljahr 2022/23 (Quelle: Kantonsumfrage EDK) ist in der französischsprachigen Schweiz sowie in Italienischbünden Deutsch die Fremdsprache. Französisch ist erste Fremdsprache im Tessin sowie in den deutschsprachigen Kantonen, die an französischsprachige Gebiete angrenzen, konkret in beiden Basel und Solothurn sowie die deutschsprachigen Gebiete des Wallis, Berns und Freiburgs. Im Deutschbünden ist Italienisch oder Rätoromanisch die erste Fremdsprache, die anderer Bündner Sprachgemeinschaften hingegen erhalten Deutsch. Hingegen ist in Liechtenstein sowie in allen anderen deutschsprachigen Kantonen, so in der ganzen Zentralschweiz und der Ostschweiz mit Zürich sowie Aargau Englisch erste Fremdsprache.
Sofern die erste Fremdsprache eine Landessprache ist, so ist die zweite Englisch, mit Ausnahme des Kantons Tessins, wo Deutsch die zweite Fremdsprache ist; dort wo Englisch die erste Fremdsprache ist (Zentralschweiz, Ostschweiz, Liechtenstein), ist die zweite Sprache Französisch. In der Schweiz wird die erste Fremdsprache ab dem 5. Schuljahr (3. Klasse), die zweite in den meisten Kantonen ab dem 7. Schuljahr (5. Klasse) gelehrt; in Liechtenstein hingegen kommt Englisch bereits im 3. Schuljahr, Französisch im 8. Schuljahr.
Eine dritte Landessprache hingegen ist freiwillig und wird in der Oberstufe angeboten; in einigen Kantonen und in Liechtenstein wird das nicht oder nicht flächendeckend angeboten (entweder kein Angebot oder nur bei genügend Nachfrage). In der Deutschschweiz und in der Romandie ist Italienisch die 3. Sprache; im Graubünden die dritte Kantonssprache oder Französisch. Im Tessin wird ab der Oberstufe als 3. Sprache Englisch gelehrt.

### Vereinigte Staaten
→ zur Situation in den Vereinigten Staaten siehe Fremdsprachenunterricht#Vereinigte Staaten.